# Strabax monstrosus
Strabax monstrosus is een eenoogkreeftjessoort uit de familie van de Chondracanthidae. De wetenschappelijke naam van de soort werd in 1864 voor het eerst geldig gepubliceerd door Alexander von Nordmann.